# Macra
Macra (L'Arma in piemontese e in occitano) è un comune italiano di 41 abitanti della provincia di Cuneo in Piemonte.

## Storia
Centro legato alla Prevostura di San Lorenzo di Oulx, un documento del 1176 attesta come gli abitanti offrissero barili di vino come regalia ai monaci.

## Monumenti e luoghi d'interesse

### Architetture religiose

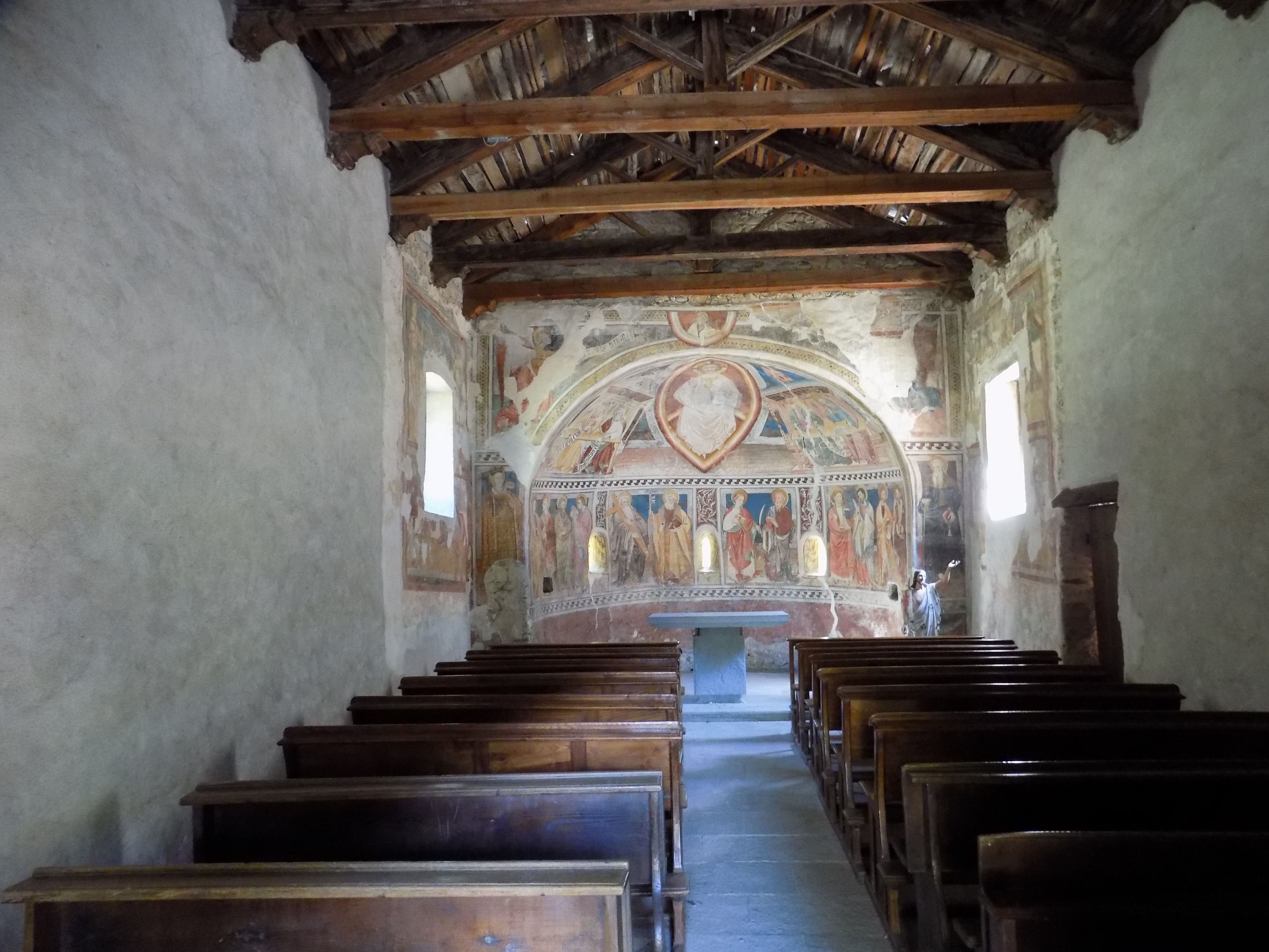
L'interno della cappella

- Cappella di San Salvatore: la fondazione risale ad un periodo compreso tra il 1120 e il 1142 ed è ascrivibile ai monaci benedettini della Prevostura di San Lorenzo di Oulx. La piccola cappella, affacciata sul torrente Maira, è a navata unica con soffitto a capriate e presenta nell'interno affreschi di epoca tardo romanica rappresentanti scene della Genesi. Gli affreschi dell'abside risalgono al XV secolo.

Il campanile è situato nella parte absidale, la facciata è a vela e l'esterno si presenta con linee estremamente semplici. Di epoca successiva è il portico sorretto da due colonne. La cappella, nel complesso, presenta uno dei cicli di affreschi romanici più importanti del Piemonte occidentale.

## Amministrazione

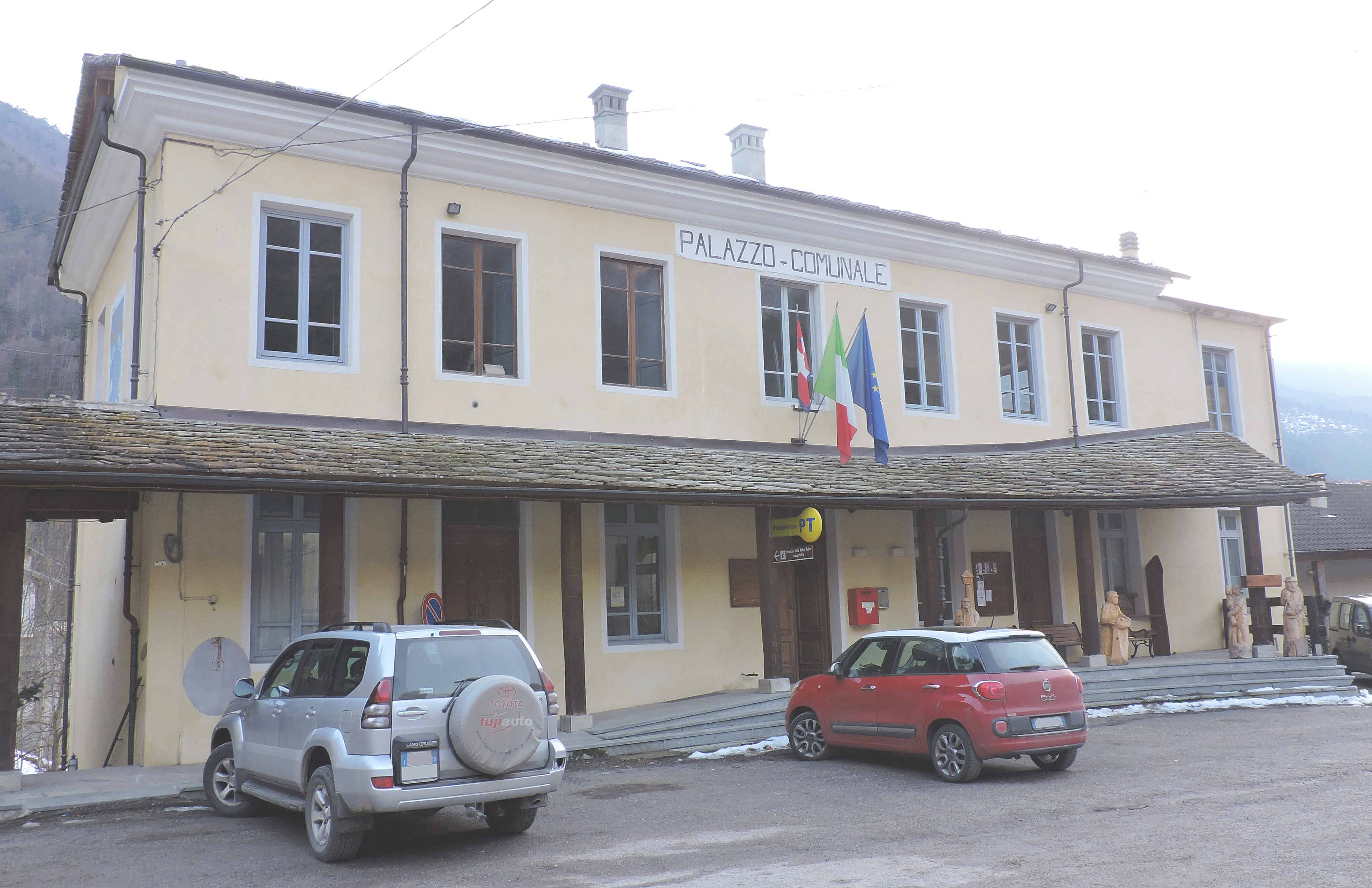
Il municipio

Di seguito è presentata una tabella relativa alle amministrazioni che si sono succedute in questo comune.
| Periodo        | Periodo        | Primo cittadino  | Partito             | Carica      | Note  |
| -------------- | -------------- | ---------------- | ------------------- | ----------- | ----- |
| 25 aprile 1986 | 9 giugno 1990  | Bruno Aimar      | -                   | Sindaco     | [ 5 ] |
| 9 giugno 1990  | 24 aprile 1995 | Bruno Aimar      | -                   | Sindaco     | [ 5 ] |
| 24 aprile 1995 | 14 giugno 1999 | Valerio Carsetti | -                   | Sindaco     | [ 5 ] |
| 14 giugno 1999 | 14 giugno 2004 | Valerio Carsetti | -                   | Sindaco     | [ 5 ] |
| 14 giugno 2004 | 6 maggio 2009  | Teresa Totino    | lista civica        | Sindaco     | [ 5 ] |
| 6 maggio 2009  | 8 giugno 2009  | Claudia Bergia   |                     | Comm. pref. | [ 5 ] |
| 8 giugno 2009  | 8 marzo 2014   | Franco Bressy    | lista civica        | Sindaco     | [ 5 ] |
| 26 maggio 2014 | in carica      | Valerio Carsetti | lista civica: alpes | Sindaco     | [ 5 ] |

### Altre informazioni
Macra faceva parte della comunità montana Valli Grana e Maira.

## Società

### Evoluzione demografica
Abitanti censiti